# Maunathbhanjan (huyện)
Huyện Maunathbhanjan là một huyện thuộc bang Uttar Pradesh, Ấn Độ. Thủ phủ huyện Maunathbhanjan đóng ở Mau. Huyện Maunathbhanjan có diện tích 1713 ki lô mét vuông. Đến thời điểm năm 2001, huyện Maunathbhanjan có dân số 1849294 người.